# Renault Trucks
Renault Trucks es una empresa de origen francés, con base en Lyon, dedicada a la fabricación de camiones. Inicialmente creada por Renault con el nombre "Renault Vehículos Industriales", Renault Trucks fue comprada por el grupo AB Volvo el 2 de enero del 2001. El 24 de mayo de 2018, Renault Trucks Defense pasó a denominarse Arquus.

## Historia
- 1955 : Latil, Renault y Somua se juntan para crear SAVIEM-LRS, luego "Saviem", filial de Renault.
- 1978 : Berliet y Saviem se juntan para crear un único fabricante de vehículos industriales, Renault Vehículos Industriales.
- 1992 : Renault Vehículos Industriales pasa a ser Renault V.I.
- 2001 : Renault V.I. se integra en el grupo Volvo.
- 2002 : Renault V.I. toma la denominación comercial internacional « Renault Trucks ».

## Fábricas de Renault Trucks

### Renault Trucks[5]
| Localización | Ciudad              | Productos                                    | Comentarios            | Empleados                                                       |
| ------------ | ------------------- | -------------------------------------------- | ---------------------- | --------------------------------------------------------------- |
| Francia      | Lyon                | - Estampado - Piezas - Motores               | Centro de I+D+I        | 1.411 operarios + 4.134 técnicos en investigación y desarrollo. |
| Francia      | Blainville-sur-Orne | - Cabinas - Componentes - Ensamblaje final   | Renault Trucks         | 2.351                                                           |
| Francia      | Bourg-En-Bresse     | Camiones pesados                             | Renault Trucks         | 1.838                                                           |
| Francia      | Limoges             | - Serie Sherpa - Serie TRM - HIGUARD - Kerax | Renault Trucks Defence | 122                                                             |

- Bajo licencia o convenios de fabricación

| Localización | Ciudad     | Productos                        |
| ------------ | ---------- | -------------------------------- |
| Uruguay      | Montevideo | - Renault Midlum - Renault Kerax |

## Productos

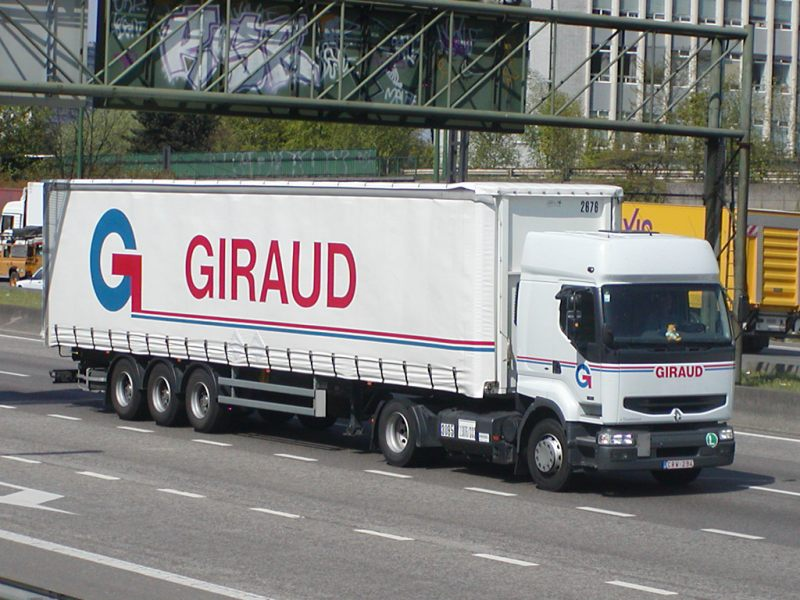
Renault Prémium

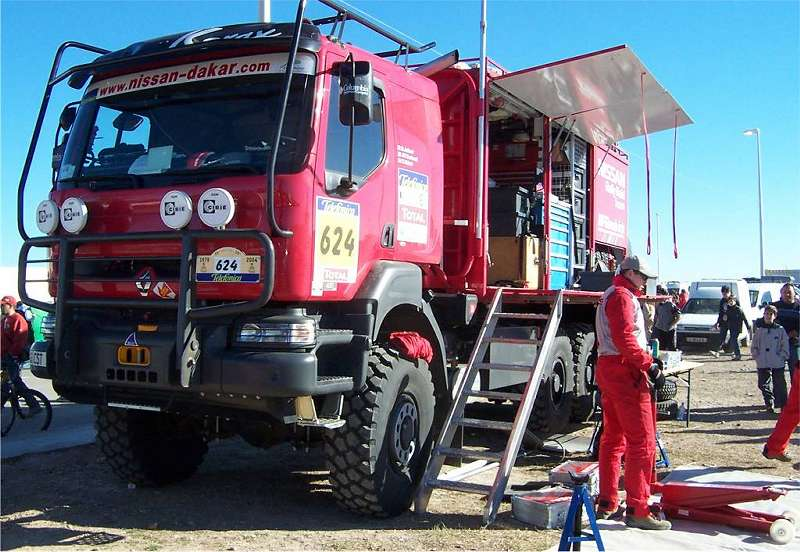
Renault Kerax como vehículo de asistencia en el Rally Dakar 2004

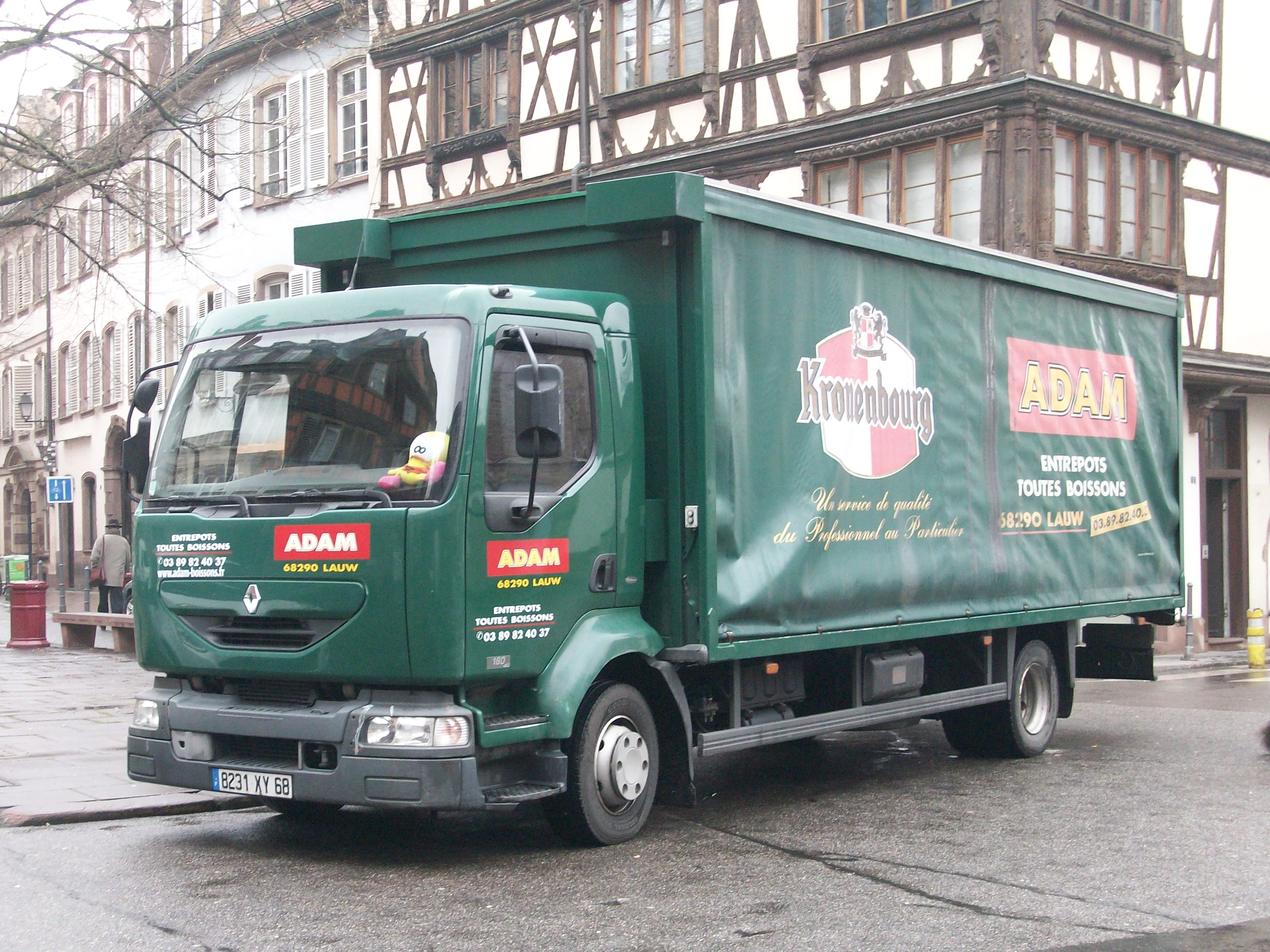
Renault Midlum

### Gama Entrega
- Renault Master
- Renault Maxity

### Gama Distribución
- Renault D
- Renault D Wide

### Gama Construcción
- Renault C
- Renault K

### Gama Larga Distancia
- Renault T

## Innovación y tecnología
- Concepto Trucks Radiance o Radiance
- Renault Magnum Vega

## Otros productos y servicios
- Expandys: extensión de garantía Estándar o Maxy para 3, 4 o 5 años, y hasta 1.000.000 de km.
- Start&Drive: contrato de mantenimiento de estación de servicio o completo.
- Go24: indemnización por paralización por avería a partir de 12 h de inmovilización.
- Infomax: programa de gestión del flotas/vehículos.